# خطا

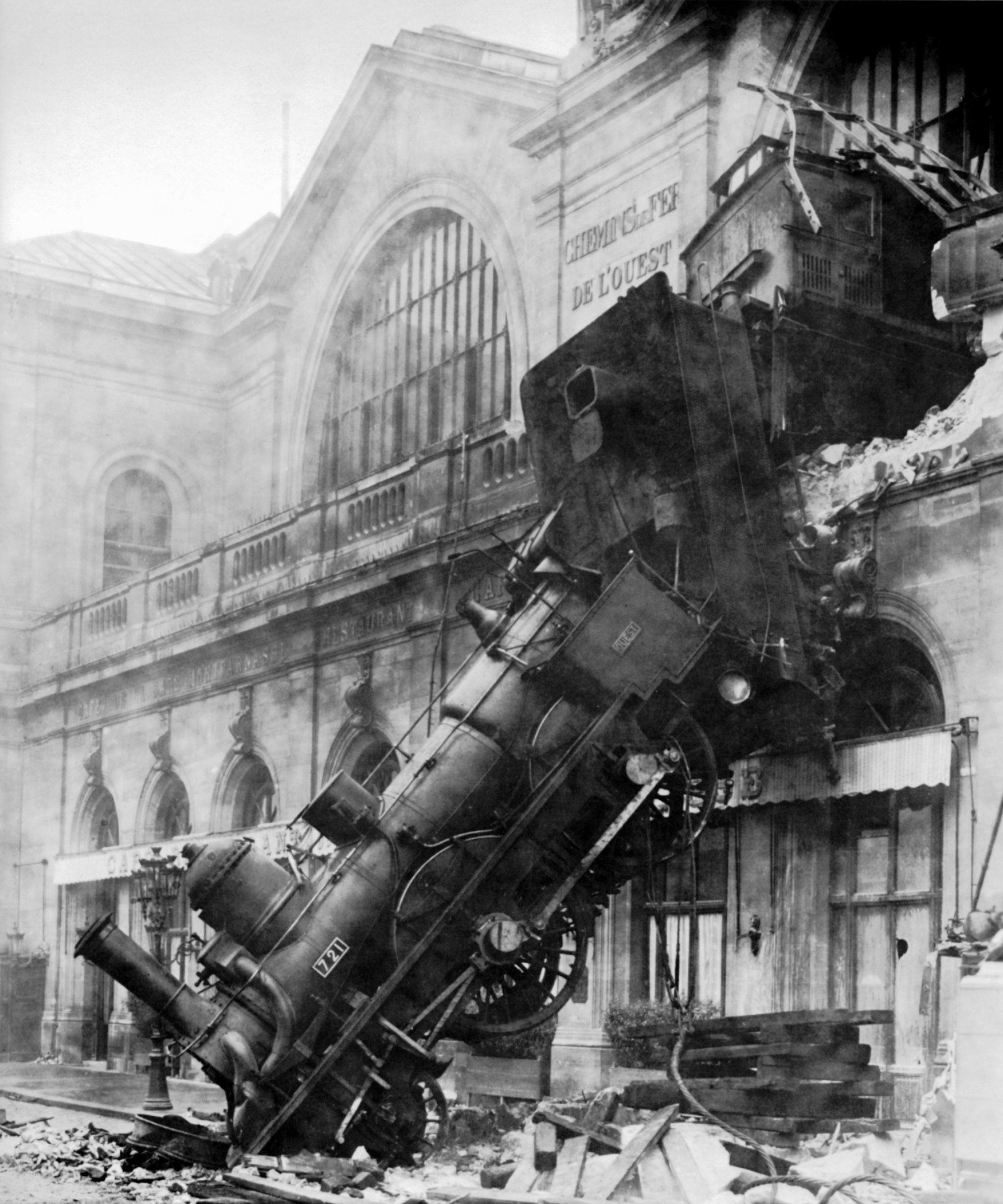
خروج قطار از ریل در فرانسه، ۱۸۹۵

خطا یا اشتباه (به انگلیسی: error) در علم و زندگی روزمره می‌تواند معانی متفاوتی داشته باشد و بسته به موضوع مورد نظر بیان‌کنندهٔ پیامدهایی است که مدنظر انجام‌دهندهٔ آن کار نبوده‌است.

## واژه‌شناسی
خطا در ادبیات فارسی به معنای سهو و اشتباه، نقیضِ صواب است و در اشعار متعددی از این واژه استفاده شده‌است.
او همی‌گوید که امر و نهی لاست
اختیاری نیست وین جمله خطاست. (مولوی)
چو دانی و پرسی سؤالت خطاست. (سعدی)
معانی دیگر در ترکیب‌ها و واژه‌های مرکب
- خطاکردن راه: گم‌کردن راه
- خطاگفتن: ناصواب گشتن، اشتباه گفتن، نادرست گفتن
- خطای باصره: خطایی که در دیدن حاصل می‌شود
- بی‌خطا: بی‌گناه
- قتلِ خطا: قتلی که از روی عمد، قصد و اراده صورت نگرفته باشد.

## رفتار انسان

خطای ناپلئون در لشکر کشی به مسکو و زمین‌گیر شدن در سرمای سیبری

در طی تاریخ بشر در مقاطع مختلف خطاهای بسیاری داشته‌است.
مانند:
- خطای گفتاری و نوشتاری
- خطای پزشکی
- خطای سیاسی (گاف سیاسی)

## مهندسی و علم

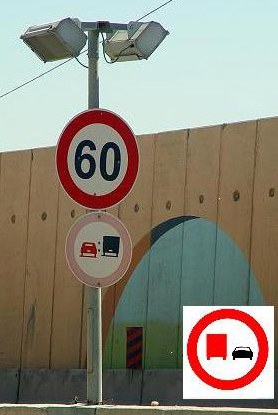
تابلوی ترافیک درست در سمت راست و پائین نمایش داده‌شده‌است

در علم آمار خطا به معنی اشتباه نیست بلکه به معنای تفاوت عددی بین محاسبات، تخمین‌ها، اندازه‌گیری‌ها و اعداد واقعی می‌باشد. در علوم دیگر از عبارت خطا برای رفتار متفاوت سامانه استفاده می‌شود.

## محاسبات عددی
در محاسبات عددی تفاوت میان عدد محاسبه شده و مقدار مورد انتظار را خطا می‌نامند مانند خطای جذر میانگین مربعات